# Elizabeth Ross
Elizabeth Ross (Ciudad de México, 1954) es una artista visual, curadora, gestora cultural y escritora feminista mexicana. Forma parte del Sistema Nacional de Creadores de Arte desde 2012

## Biografía
Abandona la Ciudad de México en 1975 para iniciar una vida nomádica. En ese periplo se define como artista y como feminista. De ascendencia náhuatl, asturiana y mexicana, es influenciada por los movimientos surgidos en 1968 en el mundo. Elizabeth realizó estudios de Ciencias de la Comunicación en la Facultad de Ciencias Políticas de la UNAM y de Artes Plásticas, en la Universidad Veracruzana, inglés en el Central London Polytechnic y chino mandarín en el Instituto Confucio en la UNAM.  Es autodidacta en lo que se refiere a su formación artística. 
Madre de Amadís y de Alonso, durante sus primeros años trabaja aislada del medio artístico, lo que le permite crear un estilo distintivo y original en su escultura cerámica. Su entorno fue principalmente rural y su relación con artistas se circunscribió  a la literatura y la música, disciplinas que ejerce aunque sin profesionalizarlas.  

#### Trayectoria y obra artística
Desde su incursión en el mundo del arte como escultora ceramista en 1990, realiza su obra en series o colecciones bajo un mismo tema a explorar, que muestra en forma de  instalaciones, a las que añade acciones rituales que tienen como objetivo lograr la colaboración del público.
En la década de los setenta vive en Xalapa y Coatepec, en el estado de Veracruz, donde descubre su pasión por el barro y la cerámica. Posteriormente se muda a Valle de Bravo, Estado de México. Ahí, establece su taller y funda la “Galería de Cerámica de Valle de Bravo”, pionera y única en su momento en México, donde expone su obra. En 1990, la Casa de la Cultura de esa ciudad mexiquense presenta su primera exposición individual "Mujer, una cosmogonía", basada en elementos mitológicos mesoamericanos.
Tras 12 años de vivir en Valle de Bravo, se traslada a Morelia, Michoacán, en donde permanecerá 17 años. En septiembre de 1993, el Museo de Arte Contemporáneo Alfredo Zalce de Morelia inaugura la muestra “Ciudad Profunda”, que incluía más de 130 piezas de la artista trabajadas como esculturas en cerámica que la artista montó en una instalación y dedica a su amigo Guillermo Bonfil Batalla. Esta exposición reúne una serie de homenajes a personalidades que la artista admira, como Ítalo Calvino, Nezahualcóyotl o Susan Sontag. La recepción de la obra redundó en textos literarios de escritores como Beatriz Espejo, Raúl Renán y Herman Bellinghausen. Porsteriormente y hasta 1996, el trayecto itinerante de la muestra siguió una ruta nacional en museos y festivales, cuyas sedes fueron: la Universidad Autónoma de Ciudad Juárez (Ciudad Juárez, Chihuahua), la Universidad Autónoma de Hidalgo (Pachuca, Hidalgo), el Instituto de Cultura de Campeche (Campeche, Campeche), el Festival de Durango (Durango, Durango), el Museo Nacional de Culturas Populares (Ciudad de México), Festival de Zacatecas (Zacatecas, Zacatecas), Tash, Valle de Bravo (Valle de Bravo, Estado de México), el Museo Regional de Mexicali (Mexicali, Baja California), el Museo de Arte de Sinaloa (Culiacán, Sinaloa), y el Museo Arqueológico de Mazatlán (Mazatlán, Sinaloa). 
Al respecto de “Ciudad Profunda”, el crítico Carlos-Blas Galindo publicó en 1995 en su columna semanal de El Financiero:
           “En contraste con la riesgosa linealidad de este mainstream interno –criollo-, en su obra Ross se refiere a la pluralidad, a la riqueza que halla en la variedad de las conductas sociales e individuales, a las múltiples vertientes que encuentra en el carácter, la idiosincrasia y la identidad llamados nacionales. Para lograr su cometido, esta autora recurre a un esfuerzo de invención tan profundo... que pone en evidencia la capacidad que tiene Elizabeth Ross para ser tan original como genuina”. 
Abre un paréntesis dentro de la escultura para dedicarse al periodismo cultural y vuelve en 1997 con “El Camino de la Memoria”, una colección que rastreaba la memoria contenida en el espiral y lo prehistórico, y donde utiliza solamente cobre saturado como recubrimiento de las piezas. Esta colección se expuso en dos importantes sedes michoacanas, la Sala de Maestros de la Casa de Cultura de la capital y el Ex Colegio Jesuita de Pátzcuaro. En 1998 participa en la exposición colectiva “Solo un Guiño, escultura mexicana en cerámica”, curada por Ingrid Suckaer, realizada en primera instancia para la EXPO Lisboa de ese año y que itineró por París y varias ciudades irlandesas. 
En 1999 expone una vez más en el Museo de Arte Contemporáneo Alfredo Zalce su doble exposición “En Manos de Diana/Notlallo” en la que, por un lado, sigue su exploración de las raíces mitológicas con la influencia de sus lecturas, entre las que destaca La Diosa Blanca de Robert Graves. Por el otro lado inicia su trabajo con el maíz como elemento primordial de la cultura mexicana y que continuaría hasta entrada la primera década del siglo XXI con escultura (“Notlallo”) y con acciones rituales (“Siembra”, “Mujeres Posibles”). 
Tras la estancia artística que realiza en 1999 como becaria del Fondo Nacional para la Cultura y las Artes (FONCA) en el Banff Centre for the Arts, en Alberta, Canadá, enfocada en la experimentación con diversas técnicas cerámicas, decide expandir su práctica explorando las posibilidades de otras disciplinas artísticas.

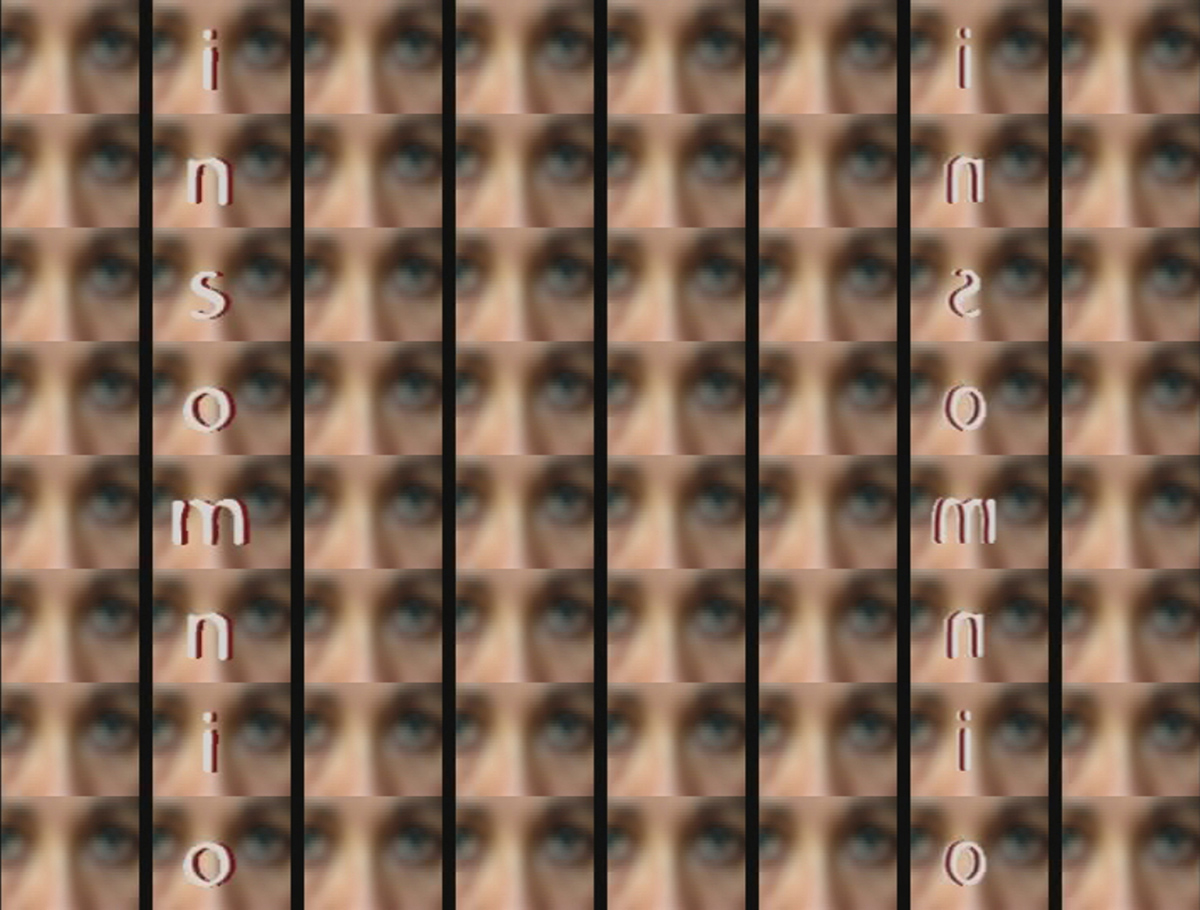
Fotograma de video

En 2002 exhibe su última gran colección de obra cerámica bajo el título de “Notlallo” que en lengua náhuatl significa a la vez “mi tierra” y “mi cuerpo” y que es una propuesta del origen cosmológico de la nación mexicana basada en el maíz, el barro y la mujer. Esta exposición viaja a a los Estados Unidos después de exponerse en el Museo del Estado, el museo arqueológico michoacano. Ese mismo año viaja por Europa con una beca del gobierno del Estado de Michoacán para realizar “Relatos de la travesía”, que consistió en instalaciones e intervenciones que retomarían simbólicamente los elementos del Fuego, Agua, Aire y Tierra, y ofrecer una serie de conferencias sobre cerámica mexicana en Alemania, el Reino Unido y España, que realiza a pesar de una severa fractura doble de su pierna derecha, que le valdría una entrevista para la BBC en su programa City Hospital.
En 2003 lleva a cabo su acción ritual y exposición fotográfica de gran formato "Relatos de la Travesía: Fuego" en el Centro Histórico de Morelia, Michoacán, siendo ésta la primera de las obras que desarrollará en espacios públicos con el fin de acercarse a la ciudadanía que no acude a los museos. “Relatos de la Travesía” se fue exponiendo durante el año siguiente tanto en el Centro Cultural Universitario (“Agua” y “Aire”) como en el campus de la Universidad Michoacana de San Nicolás de Hidalgo (“Tierra”).
Es a partir de 2002 que Ross incorpora a su trabajo artístico la fotografía, el audio y el video, este último a partir del proyecto “Unter Rot: ¡Ya Basta!”, sobre los feminicidios en Ciudad Juárez, Chihuahua, que realizó con una beca del Gobierno de la Baja Austria para una residencia artística en el Kunstmeile Krems, en el 2006.

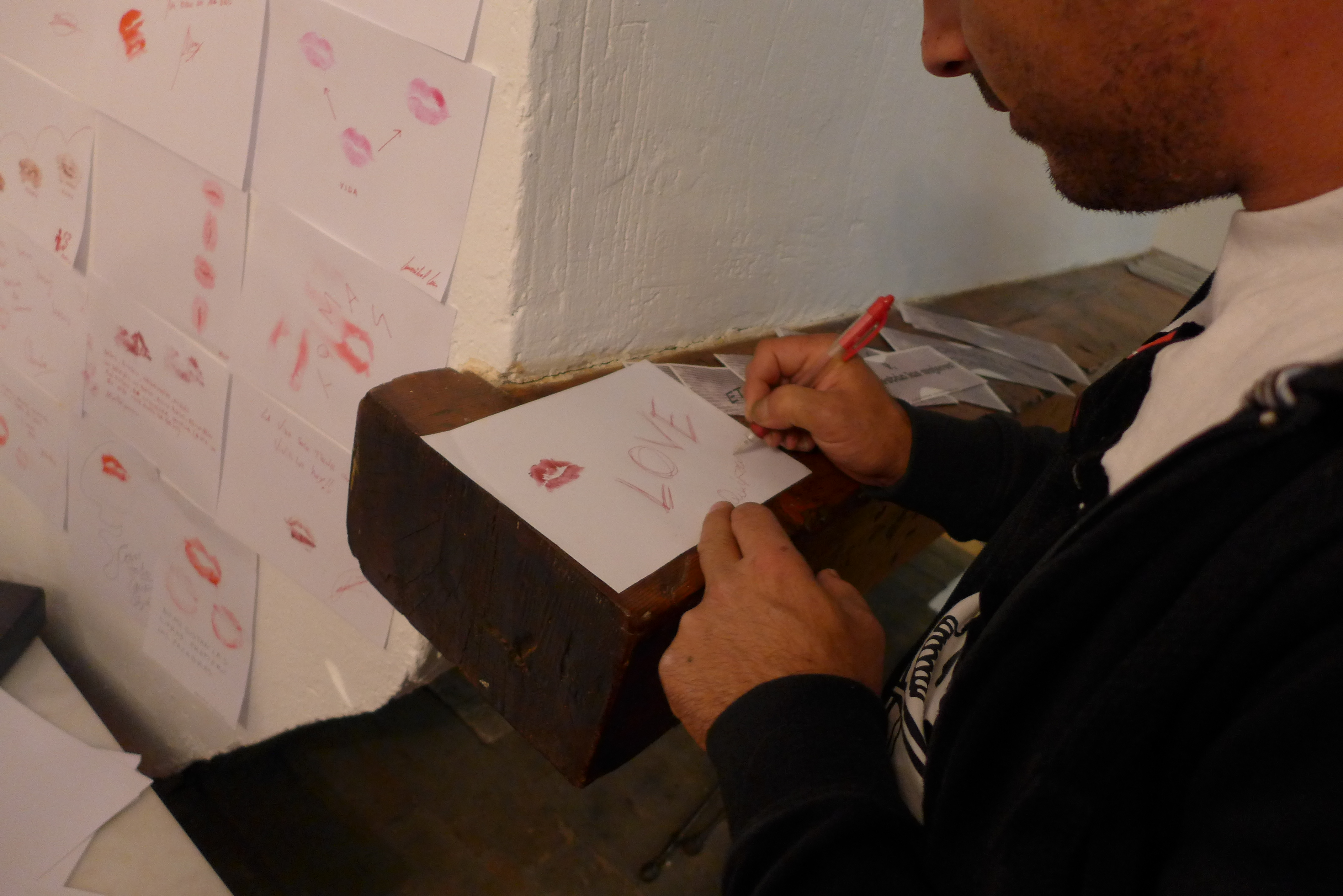
De la acción participativa Muro de Besos contra el odio, 2007-2017. Estepona, Andalucía

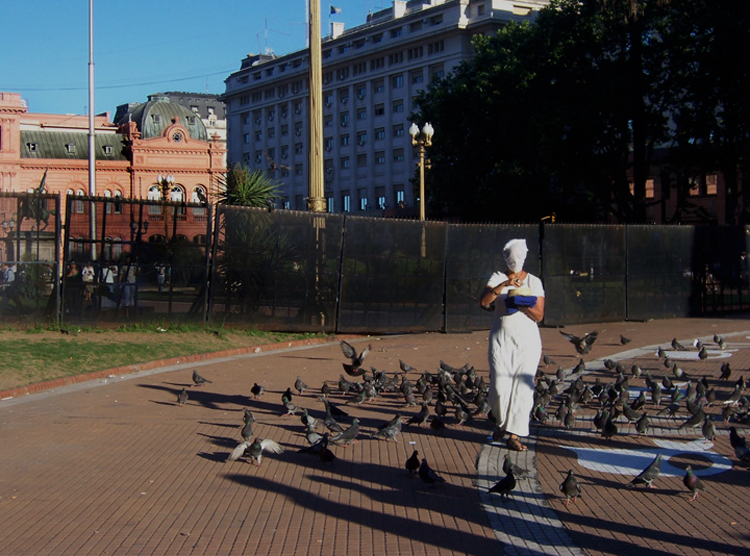
Fotograma de video

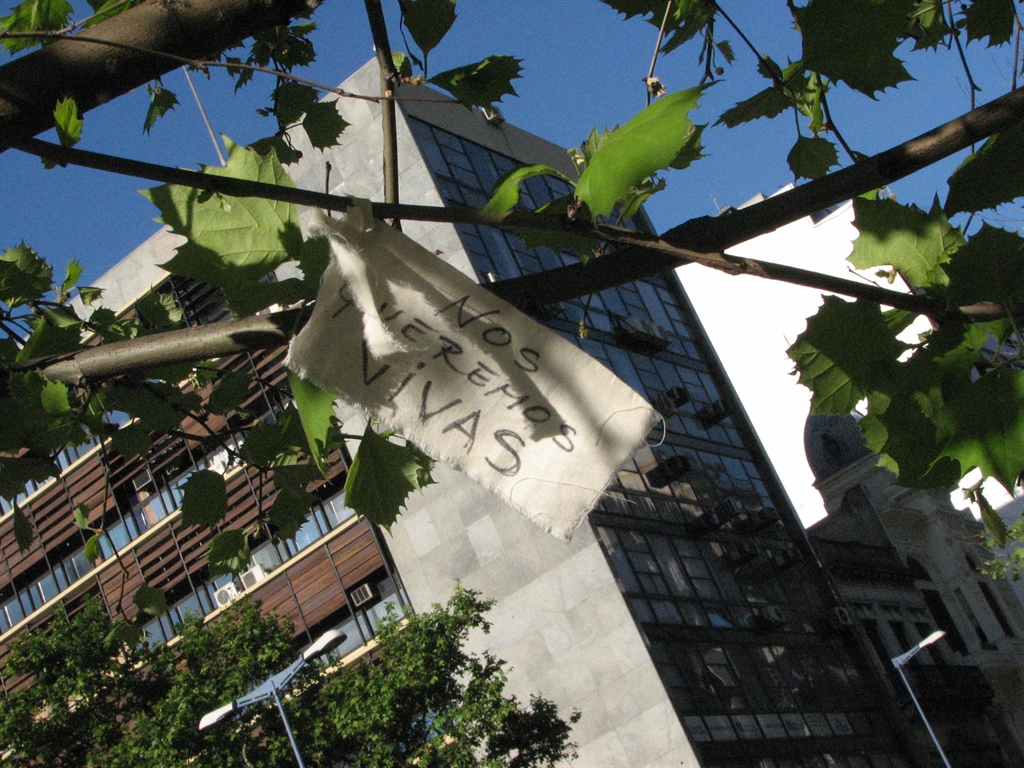
Intervención en espacios públicos

Hasta el 2008 realiza varias exposiciones individuales de sus esculturas (“Reina de Corazones”, “Corazón abierto-qué cosa es el amor” y “Ruptura, las últimas cerámicas”), pero va derivando cada vez más hacia otros medios, hasta que en el 2009 emigra a España, lo que resulta en la pérdida de su taller de cerámica, que dona a las alfareras del pueblo alfarero de Capula.
Sin embargo, antes de emigrar por 5 años expone una vez más en el Museo de Arte Contemporáneo Alfredo Zalce su proyecto multimedia “Nómada, las mujeres se mueven”, con la participación de artistas extranjeras (Cristina Fernández, Teresa Puig y Dorothea Fleiss) y con mujeres purépechas de la población lacustre de Cucuchucho (Lucía Esteban, Florinda Domingo, Guadalupe Rivera, Josefina Nicolás y Herminia Domingo), con las que trabajó durante 3 meses sobre la migración y sus efectos en las mujeres.
Entre sus trabajos más representativos de activismo social en torno a la violencia, se encuentran las acciones rituales “40,000 morts: ¡ya basta!”, en Bagnols-sur-Céze, Francia, en 2011; “Nos queremos vivas”, en Hybrida Festival, Valencia, en 2012 y “A ti (Ofrenda) Por Ayotzinapa y l@s desaparecid@s", en Hubert Art Platform, en Málaga, España, en 2014.
Desde 2012 pertenece al Sistema Nacional de Creadores de Arte, distinción que le fue otorgada en el área de Medios Alternativos para desarrollar el proyecto "Transvase Territorial". Su muestra “¿Y dónde están las mujeres?” se presentó en 2014 en Granada, España, y en 2015 en el Museo de la Mujer de la Ciudad de México, consistente en fotografía, instalación y video en torno a la migración y lo que las mujeres que migran sueñan, desean y recuerdan. La exposición incluyó autorretratos de la artista que se suman a los testimonios de las mujeres documentadas por Ross acerca de su vida lejos de su país de origen.
En 2018 exhibe “Notlallo” en el Museo de Arte Popular en la Ciudad de México y en 2020 es invitada a ser parte del 48 Festival Internacional Cervantino, para realizar un diálogo de esas obras con el acervo del Museo del Pueblo de Guanajuato, con la muestra “Maíz nuestro de cada día, diálogo entre el ayer y hoy en torno al maíz”.

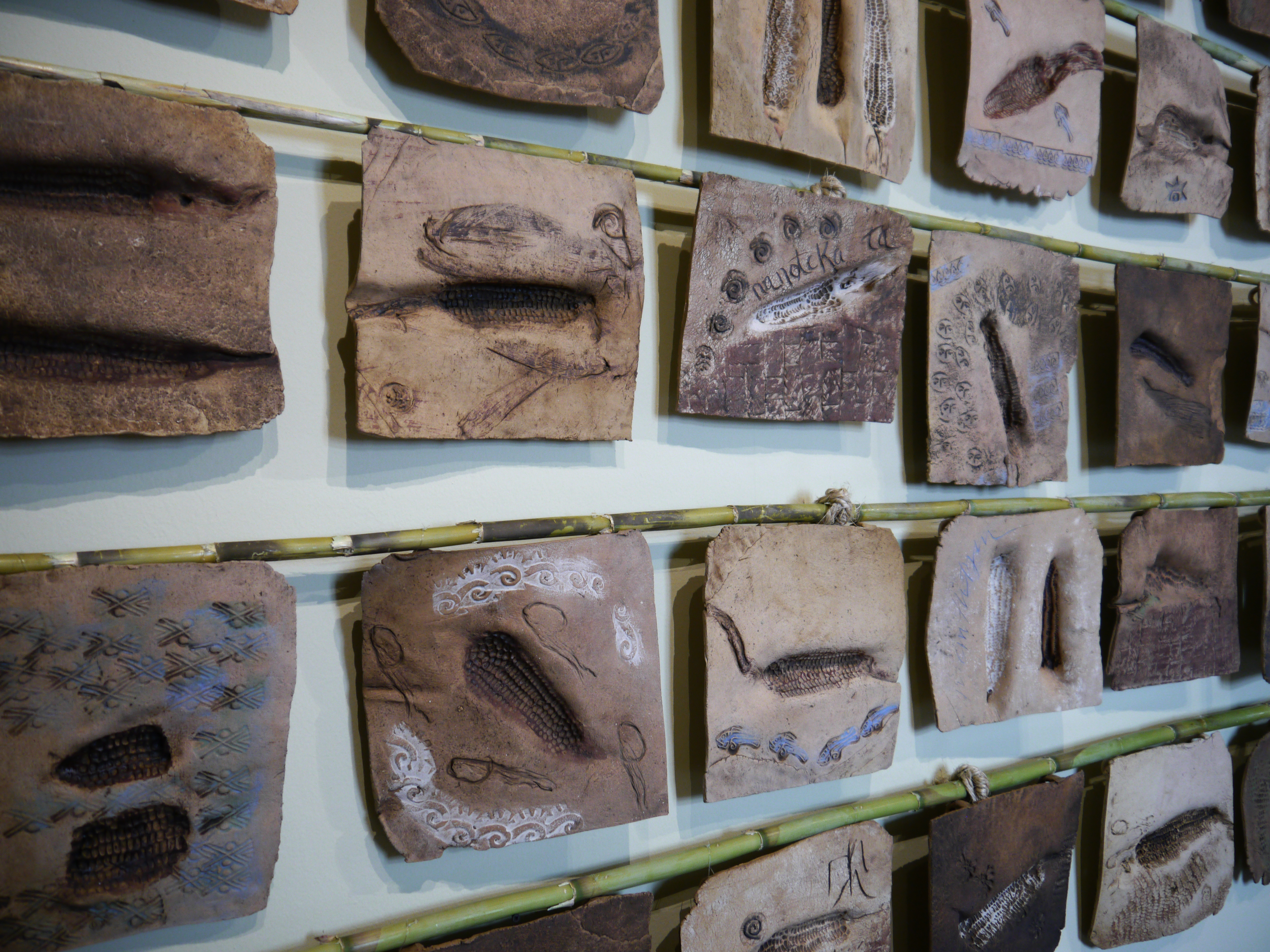
Mural cerámico

En febrero del 2021 inaugura “COVID 山,Bitácora De Paisajes Internos”, una instalación de tintas en papel de arroz, que refleja su relación con China tanto como su vivencia durante la pandemia, en el Museo de la Ciudad de Querétaro.
Su trabajo forma parte del Museo de Mujeres Artistas Mexicanas y de Archivaː Obras maestras del arte feminista en México, proyecto coordinado por Mónica Mayer que recopila la obra de 76 artistas feministas en México con el fin de contrarrestar los procesos de invisibilización y autoinvisibilización que las mujeres viven en el arte. También se encuentra en el sitio valenciano http://artecontraviolenciadegenero.org, y el Museo de Mujeres de Costa Rica, entre otros. 

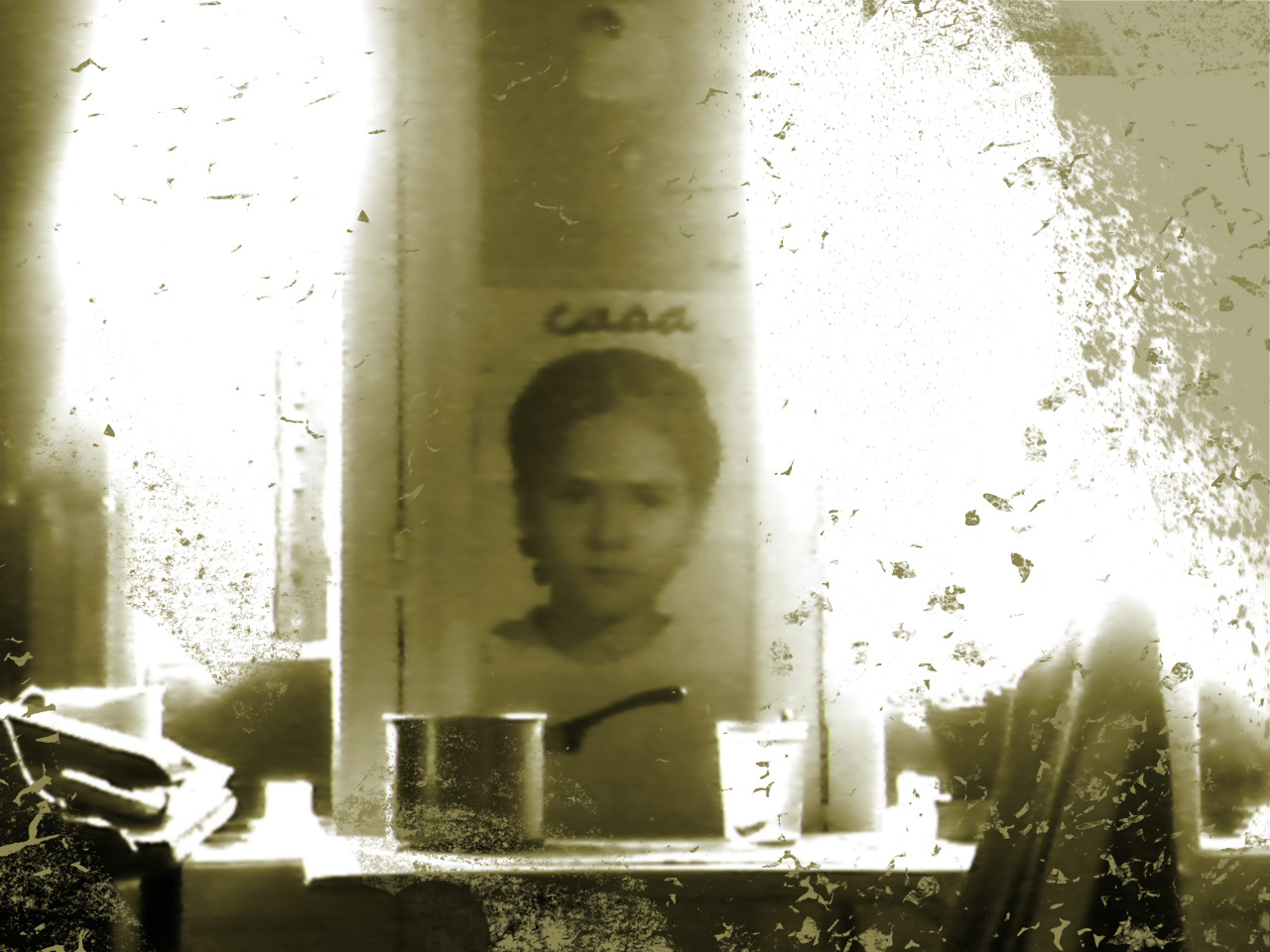
De Transvase Territorial, proyecto multidisciplinario sobre las mujeres y su movilidad geográfica, sicológica y temporal. 2012-2015

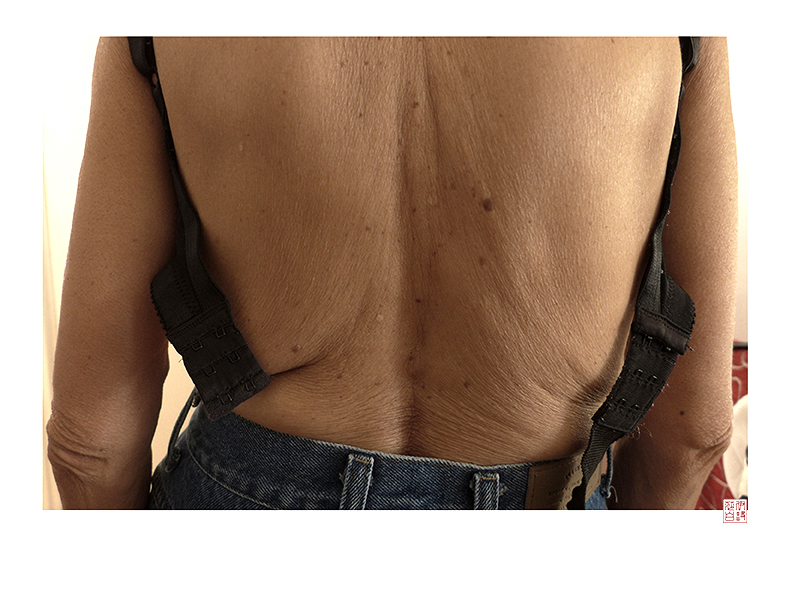
Parte de las erie sobre la vejez de las mujeres

## Curaduría,  gestión cultural y otras actividades
La curaduría y la gestión son dos terrenos que se mezclan en el trabajo de Elizabeth Ross, ya que a la vez que crea los proyectos, realiza la curaduría seleccionando a las artistas y/o sus obras y participa ella misma como artista, se ocupa de la gestión con las instancias pertinentes, considerando que toda su actividad constituye su cuerpo de obra. Uno de sus proyectos más importantes durante su estancia en Michoacán fue ““Identidades, , Encuentro Internacional de artistas en Espacios Públicos”, que desarrolla en cuatro emisiones (de 2004 a 2008) con formato de residencia y que supuso el diálogo abierto y la creación colectiva con artistas de diferentes partes del mundo y los habitantes de la ciudad, cuyo planteamiento fue “Reflexionar, a través de múltiples disciplinas, sobre el tema de la identidad, la relación entre arte y sociedad y el propio espacio urbano”. Las sedes de este encuentro fueron los espacios públicos de las ciudades mexicanas de Morelia, Capacuaro, Tarímbaro, y la española de Galicia.
En 2007 crea y dirige 5célula arte y comunidad y posteriormente en España la asociación 3multiverse, agrupaciones independientes con las que genera proyectos artísticos a nivel internacional, como la SELAI, Semana Latinoamericana de Arte Independiente, donde funge como coordinadora en México, el festival Paralelo 3° 21' 45'' realizado en A Coruña, España, en 2010 o Artfem.TV, taller de curaduría de videoarte y feminismo -cuya memoria publicó el Museo de Mujeres Artistas Mexicanas-, así como proyectos comunitarios de arte, identidad y cultura, especialmente con grupos de mujeres.
Del 2007 al 2019 lleva a cabo el proyecto fotográfico semanal en línea “eyeseverywhere/ojosportodoslados”, donde reúne a artistas de distintas partes del mundo con el objetivo de dialogar a partir de su propio discurso visual sobre la vida cotidiana. . Este proyecto se ha presentado en el Congreso Mujer Arte y Tecnología MUARTECH en la Universidad Politécnica de Valencia, en Argentina (Fase 4, Encuentro de Arte y Tecnología), en España (Constelación, videoarte en femenino) y China (eyeseverywhere, East and West Female Artists).
Dentro del terreno de la curaduría ha realizado los proyectos “Nómada, las mujeres se mueven”, “Outsider”, “MMX Mujeres artistas mexicanas en el 2010” (proyectos en línea), “eyeseverywhere, East and West Female Artists” en la ciudad de Wuhan, China, programas de video en  Madrid, España, la Ciudad de México y en varias ciudades chinas como Chongqing, Nanchang, Shanghái y Pekín (“Women artists video art from Latin America, Spain and China”, “Jardín Temporal | Lirio de Tigre y Agave”,“9+9 Apuntes mexicanos en cuadernos chinos y video-arte”), además del Festival de videoarte de artistas chinas, Ciudad de México 2015, cuya memoria publicó el Museo de Mujeres Artistas Mexicanas  y el Centro de Cultura Digital y cuyo catálogo trilingüe está en línea, y el Segundo Festival de Videoartistas chinas, 2017 en distintas sedes de México y en San José de Costa Rica.
CONTINGENCIA fue un proyecto de video online que surge a raíz de la cuarentena para el que convoca artistas de habla española que residen diversas partes del mundo para exponer las vivencias del confinamiento. Esta serie de videos se mostraron presencialmente en Waterpieces,International Contemporary and Video Art Festival en Riga, Letonia y en línea en revistas (El Rizo Robado), plataformas de video (newmediafest.org) y el Museo de las Mujeres Costa Rica.
Mención aparte en su trabajo curatorial es “Estirando el Tiempo (o cómo no caer en la histeria)”, una exposición participativa alrededor de la vejez, que incluye artistas tanto de México como del extranjero como Martha Wilson, Nina Sobel, Sue Williams o Beth Moysés. Y que se ha expuesto hasta ahora tres veces desde el 2018.
Elizabeth Ross ha desarrollado una inédita relación con China y sus artistas, especialmente mujeres, y ha expuesto en México “Cruzando el Puente entre México y China” (Museo de la Cancillería, Ciudad de México, 2019) y “China, exposición de arte contemporáneo” (Museo de la Ciudad de Querétaro, 2021), además de los festivales de videoarte. En su afán de crear un puente a través del arte, ofrece conferencias de arte chino en México y arte mexicano en China, en las Academias de Bellas Artes de Sichuan, Guangzhou y Shenyang, en la Universidad Normal de Nanchag, la Universidad de Wuhan o el Museo del Instituto d Arte de Pintura y Escultura de Shanghái.
Desde 2018 es Coordinadora Regional del The Feminist Art Project para México.

### Literatura y periodismo
Como escritora Elizabeth Ross ha incursionado en el periodismo cultural para varios medios. De 1994 a 1995, fue directora del suplemento cultural "Vientos de Cambio", del periódico Cambio, de Morelia, Michoacán, En 1995 obtuvo la Beca del Programa de Fomento a Proyectos y Coinversiones Culturales FONCA para coordinar y publicar el libro antológico Vientos: periodismo cultural de Morelia, que reunió entrevistas y crónicas del quehacer cultural de esa ciudad michoacana. Posteriormente fue colaboradora del suplemento “Acento”, del diario La Voz de Michoacán, donde escribió sobre mitología, un de sus temas de particular interés. Su libro “La Diosa Oscura, Mitología y Sexo” es publicado por el Instituto de la Mujer de Michoacán en 2005. Ha escrito sobre arte y cerámica en periódicos y revistas nacionales y extranjeras y sobre sus obras y proyectos en revistas académicas arbitradas, como Arte y políticas de identidad, de la Universidad de Murcia, España, en SENTIDOS 16, Revista de la Facultad de Filosofía de la Universidad Michoacana, y en Discurso Visual, la revista del Cenidiap. Para conmemorar los 10 años del proyecto eyeseverywhere/ojosportodoslados editó un libro donde reúne a las 30 artistas colaboradoras. En 2018 escribe Fuera del jardín: artistas chinas contemporáneas gracias a una beca del Centro de Estudios China-México de la UNAM. También escribe poesía. 

### Activismo
Durante su larga estancia en Michoacán, Elizabeth intervino directamente en procesos político-sociales, como el fungir como observadora electoral bajo la organización ciudadana Alanza Cívica en 1995, de la que posteriormente fue Secretaria estatal dos años más tarde. Trabajó directamente con la sociedad civil organizada durante varios años y durante 2005 llega a ser la Coordinadora de la Alianza de Organizaciones Civiles del Estado de Michoacán, que llegó a aglutinar 110 organizaciones, y coordinadora estatal del Proyecto Educación para la Democracia de CEAAL y EDUCA en 2006.
Paralelamente a su labor artística realiza charlas, encuentros, talleres y cursos de arte, feminismo, sacralidad femenina y empoderamiento. Forma parte del personal docente del diplomado Filosofía y Feminismo, del Centro de Investigación y Estudios de la Mujer de la Facultad de Filosofía de la UMSNH durante cuatro años. Participa en dos talleres de Empoderamiento para la mujer indígena y campesina del Instituto Michoacano de la Mujer, junto con Jesusa Rodríguez y su equipo y es instructora en el curso Equidad de Género y Feminismo en el Instituto Tecnológico de Morelia. 
Su trabajo con mujeres puréhpechas incluye el asesoramiento del colectivo San Juanu Tzitziki, de Capacuaro, Mich, en la implementación de huertos familiares.
Por otro lado, ha dictado conferencias de distintos temas en diversas universidades y sedes nacionales y extranjeras, destacando “El Arte como Diseñador Social”, donde afirma que el arte, como toda actividad humana, va conformando la sociedad y que por tanto es necesaria la conciencia de esto en la producción artística.